# Chocolate Milk (album)
Chocolate Milk è il secondo album in studio del duo statunitense Charles & Eddie, pubblicato il 31 agosto 1995.

## Tracce
1. Keep on Smilin' – 5:11
2. Jealousy – 4:39
3. 24-7-365 – 3:49
4. Wounded Bird – 5:33
5. Peace of Mind – 5:47
6. Sunshine & Happiness – 4:58
7. Smile My Way – 2:22
8. She's So Shy – 5:28
9. I Can't Find the Words – 4:27
10. Little Piece of Heaven – 4:51
11. Dear God – 4:51
12. To Someone Else – 3:20
13. Zarah – 1:44
14. Your Love – 3:45
15. Best Place in the World – 4:44
16. The Goodbye Song – 0:56